# Georg Späth
Georg Späth, född 24 februari 1981 i Oberstdorf är en tysk backhoppare som har tävlat sedan 1999. Han representerar SC Oberstdorf.

## Karriär
Georg Späth debuterade i världscupen i backhoppning/tysk-österrikiska backhopparveckan i Schattenbergbacken i Oberstdorf 30 december 1998. Hans första riktiga säsong i världscupen var säsongen 2000/2001 där han blev nummer 51 sammanlagt. Hans två bästa världscupsäsonger av de 9 han tävlat i, var säsongerna 2003/2004 (nummer 9 sammanlagt) och 2004/2005 (nummer 11 sammanlagt). Hans bästa säsong i backhopparveckan var säsongen 2003/2004 då han blev nummer 6 sammanlagt och blev nummer 3 i deltävlingen i Große Olympiaschanze i Garmisch-Partenkirchen.
Späth har tävlat 9 säsonger i Sommar-Grand-Prix. Hans bästa resultat kom i 2008 då han blev nummer 8 sammanlagt. Han har vunnit 2 delsegrar i Sommar-Grand-Prix, båda i Hinterzarten (2006 och 2008).
I Skid-VM 2005 på hemmaplan i Oberstdorf tog han silvermedalj i laghoppning, normalbacke (tillsammans med Michael Neumayer,
Martin Schmitt och Michael Uhrmann). Tyskland var 6,5 poäng efter världsmästarna Österrike och 34,5 poäng före bronsmedaljvinnarna från Slovenien. I lagtävlingen i stora backen blev Späth nummer 5 tillsammans med tyska laget. Georg Späth blev nummer 5 i normalbacken och nummer 19 i stora backen i de individuella tävlingarna. 
Han tog också en bronsmedalj i laghoppning i VM i skidflygning 2006 i Kulm (tillsammans med Alexander Herr, Michael Neumayer und Michael Uhrmann). Tyskarna var 223,9 poäng efter guldvinnarna från Norge och 103,2 poäng efter silvermedaljörerna från Finland. I individuella tävlingen blev Späth nummer 22. Han har som personbästa i skidflygning 225,0 meter i Letalnica  i Planica 2004.
Georg Späth är tysk mästare i både individuella tävlingen och lagtävlingen (Team Bayern) år 2005 och har ytterligare två silver och ett brons från tyska mästerskap.
Vid uttagningen till de tyska backhoppningslandslagen före säsongen 2010/2011, kom inte Georg Späth med i A-landslaget på grund av för dåliga resultat de sista åren (nummer 54 sammanlagt i världscupen 2009/2010). Han tävlar nu i Lehrgangsgruppe 1a med kaderstatus B.